# Kevin Crossley-Holland
Pour les articles homonymes, voir Crossley et Holland.
Kevin Crossley-Holland est un auteur britannique de littérature pour la jeunesse et un poète, né le 7 février 1941 à Mursley (Buckinghamshire), le fils du compositeur Peter Crossley-Holland.
Il est connu pour avoir écrit le livre Le Cavalier tempête.
Il a aussi écrit une tétralogie sur Arthur :
- La Pierre prophétique (en), 2000
- À la croisée des chemins, 2001
- Un croisé à Venise, 2003
- Le Voyage de Gatty, 2006.